# Vezuv
Vezuv (italijansko Monte Vesuvio, neapeljsko Muntagna Vesuvio, latinsko Mons Vezuv, Vesevus, Vesaevus je stratovulkan nad Neapeljskim zalivom v Kampaniji v Italiji, približno 9 km vzhodno od Neaplja in nedaleč od obale. Je eden izmed več vulkanov, ki tvorijo kampanjski vulkanski lok. Vezuv je sestavljen iz velikega stožca, delno obkroženega s strmim robom kaldereg, ki jo je povzročil propad prejšnje in prvotno veliko višje strukture.
Vezuv je najbolj znan po svojem izbruhu leta 79, katerega posledica je bilo zasutje in uničenje rimskih mest Pompeji, Herkulanej, Oplontis in Stabiae, pa tudi več drugih naselij. Izbruh je izstrelil oblak kamenja, pepela in vulkanskih plinov do višine 33 km, lavo in plovec pa s hitrostjo 6 × 105 kubičnih metrov na sekundo in sprostil sto tisočkrat večjo toplotno energijo, kot sta jo sprožili atomski bombi nad Hirošima in Nagasakijem. V izbruhu je umrlo več kot 1000 ljudi, natančne številke pa niso znane. Edini ohranjen opis očividca dogodka je sestavljen iz dveh pisem Plinija mlajšega do zgodovinarja Tacita.
Od takrat je Vezuv izbruhnil že večkrat in je edini vulkan na celinskem evropskem območju, ki je izbruhnil v zadnjih sto letih. Danes velja za enega najnevarnejših vulkanov na svetu zaradi 3.000.000 ljudi, ki živijo v bližini, in je med najbolj gosto poseljenim vulkanskim območjem na svetu, pa tudi zaradi nagnjenosti k nasilnim, eksplozivnim izbruhom plinijskega tipa.

## Mitologija
Vezuv ima dolgo zgodovinsko in literarno tradicijo. V času izbruha leta 79 je veljal za božanstvo vrste Genius (rimski demon): pod vpisanim imenom Vezuv se pojavlja kot kača na okrasnih freskah številnih lararia ali hišnih svetišč, ki so ohranjene v Pompejih. Napis iz Capue  IOVI VESVVIO kaže, da so ga častili kot moč Jupitra, to je Jupitrov Vezuv.
Po prepričanju Rimljanov je bila gora Vezuv Herkulovo svetišče. Zgodovinar Diodor Sicilski navaja tradicijo, da je šel Herkul pri izvajanju svojih nalog skozi bližnji Cumae na poti na Sicilijo in tam našel mesto, imenovano 'Flegrajska planota' (Φλεγραῖον πεδίον, 'planota ognja') , »s hriba, ki je že prej bruhal ogenj ... zdaj imenovan Vezuv«. Naselili so ga razbojniki, 'sinovi Zemlje', ki so bili velikani. S pomočjo bogov je pomiril regijo in šel naprej. Dejstva, ki stojijo za zgodbo, če sploh obstajajo, so neznana, prav tako pa tudi ali je bil Herkulanej poimenovan po njem. Epigram pesnika Marciala iz leta 88 kaže, da sta se v regiji, ki jo je opustošil izbruh leta 79, častila tako Venera, zaščitnica Pompejev, kot Herkul.

## Etimologija
Ime vulkana ’’Vezuv ’’ često omenjajo pisci pozne Rimske republike in zgodnjega Rimskega cesarstva. V uporabi so tudi sinonimi ’’Vesaevus ’’, ’’Vesevus ’’, ’’Vesbius ’’ in ’’Vesvius ’’. Pisci v starogrščini so uporabljali naziv ’’Οὐεσούιον ’’ ali ’’Οὐεσούιος ’’. Mnogi strokovnjaki so od tedaj ugibali o etimološkem poreklu. Neapelj je bil naseljen z Grki, tudi njegovo ime ’’Nea-polis’’ – ’Novo mesto’ o tem priča. Oski, eno od italskih ljudstev, so živeli na podeželju. Latinci so se tudi trudili naseliti Kampanijo. Etruščanska naselja so bila v bližini. In mnoga druga ljudstva so bila na tem območju prisotna v nekem trenutku.

## Izgled
Vezuv je značilna grbasta gora, sestavlljena iz velikega stožca (’’Gran Cono’’), delno obkroženega s strmim obodom kaldere, ki je nastala z zrušitvijo prej mnogo višje strukture, imenovane Soma. Gran Cono je nastal v času izbruha leta 79. Vulkan nekateri imenujejo tudi ’’’Soma-Vezuv’’’ (’’Somma-Vesuvio’’).
Kaldera se je začela oblikovati v času izbruha pred okoli 17.000 (ali 18.300) leti in se razširila s kasnejšimi izbruhi. Ta vulkan je dal izraz ’’soma-vulkan’’ zaradi opisa vulkana s kaldero, ki obkroža novejši stožec. 
Višina glavnega stožca se je menjala z izbruhi in je trenutno na višini 1281 m. Vrh Soma je visok 1149 m in ga od glavnega stožca Gran Cono loči dolina Atrio di Cavallo, dolga približno 5 km. Na pobočju so vidni useki kjer je tekla lava, obrasli z gostim rastlinjem, s grmovjem in gozdom na večjih višinah in vinogradi nižje. Vezuv še vedno velja za aktiven vulkan, čeprav na njegovo trenutno aktivnost kaže samo para iz odprtin na dnu kraterja. Vezuv je stratovulkan na konvergentni meji kjer se afriška plošča spušča pod evrazijsko tektonsko ploščo. Goro sestavljajo plasti lave, vulkanskega pepela in plovca. Njihova mineralna sastava je spremenljiva, v splošnem pa je silikat in bogat s kalijem, s fonolitom proizvedenim v času eksplozivnih izbruhov (npr. izbruh leta 1631 s popolnim stratigrafskim in petrografskim opisom: najprej je izbruhnil fonolit, nato tefritni fonolit in na koncu fonolitni tefrit).

## Nastanek
Vezuv je nastal kot posledica trka dveh tektonskih plošč, Afriške in Evrazijske. Prva se podriva pod slednjo, globlje v zemljo. Ko so z vodo nasičene usedline oceanske afriške plošče potiskale v bolj tople globine znotraj planeta, je voda zavrela in znižala tališče zgornjega plašča dovolj, da je delno stopilo kamnine. Ker je magma manj gosta od trdne skale okoli nje, je bila potisnjena navzgor. Ko je našla šibko točko na Zemljinem površju, se je prebila in tako ustvaril vulkan.
Vulkan je eden izmed številnih, ki tvorijo kampanjski vulkanski lok. Drugi so Flegrejska polja (Campi Flegrei), velika kaldera nekaj kilometrov severozahodno, Epomeo, 20 kilometrov zahodno na otoku Ischia, in več podmorskih vulkanov na jugu. Lok tvori južni konec večje verige vulkanov, ki nastane po zgoraj opisanem postopku subdukcije in se razprostira severozahodno po dolžini Italije vse do Monte Amiata v južni Toskani. Vezuv je edini izbruhnil v novejši zgodovini, čeprav so nekateri bruhali v zadnjih nekaj sto letih. Mnogi so izumrli ali niso bruhali več deset tisoč let.

## Izbruhi

### Pred letom 79
Znanstvena spoznanja o geološki zgodovini Vezuva izvirajo iz jedrnih vzorcev, odvzetih iz 2000 m globoke vrtine na bokih vulkana, ki segajo v mezozojsko kamnino. Jedra so bila datirana s pomočjo radiometrične datacije s kalij-argonom in argon-argonom. [24] Območje je bilo vulkansko dejavno že vsaj 400.000 let; najnižja plast erupcijskega materiala iz Soma kaldere leži na vrhu 40.000 let starega kampanijskega ignimbrita, ki ga je proizvedel kompleks Flegrejskih polj.
- Pred 25.000 leti: Vezuv se je začel oblikovati v plinijskem izbruhu Codola.
- Vezuv je bil nato zgrajen z nizom tokov lave, med njimi pa je bilo vmešanih nekaj manjših eksplozivnih izbruhov.
- Pred približno 19.000 leti: slog erupcije se je spremenil v zaporedje velikih eksplozivnih plinijskih izbruhov, med katerimi je bil najnovejši leta 79. Izbruhi so poimenovani po nahajališčih tefre, ki so jih proizvedli in so poimenovani po kraju, kjer so bila nahajališča prvič identificirana [13].
- Pred 18.300 leti: izbruh plovca (Pomici di Base), VEI 6, prvotna tvorba Somme. Izbruhu je sledilo obdobje veliko manj nasilnih izbruhov lave.
- pred 16.000 leti: izbruh zelenega plovca (Pomici Verdoline), VEI 5.
- Pred približno 11.000 leti: izbruh Lagno Amendolare, manjši od erupcije Mercato.
- Pred 8000 leti: izbruh Mercato (Pomici di Mercato) - znana tudi kot Pomici Gemelle ali Pomici Ottaviano, VEI 6.
- Pred približno 5000 leti: dva eksplozijska izbruha, manjša od izbruha Avellino.
- pred 3800 leti: erupcija Avellino (Pomici di Avellino), VEI 6; njen izbruh je bil menda 2 km zahodno od sedanjega kraterja in je uničil več naselij Apeninske kulture iz bronaste dobe. Več karbonskih datacij  na lesu in kosteh ponuja vrsto možnih datumov okoli 500 let sredi 2. tisočletja pred našim štetjem. Maja 2001 so v bližini Nole italijanski arheologi s tehniko polnjenja vsake votline z ometom ali nadomestnimi spojinami odkrili nekaj izjemno dobro ohranjenih oblik hitro pokvarljivih predmetov, kot so ograje, vedro, predvsem pa v bližini na tisoče človeških odtisov, ki kažejo na Apenini proti severu. Naselje je imelo koče, lonce in koze. Prebivalci so vas naglo zapustili, saj sta jo pokopala plovec in pepel na enak način, kot sta se pozneje ohranila Pompeji in Herkulanej [14]. Nanosi piroklastičnih tokov so bili razporejeni severozahodno od mesta izbruha, potovali so 15 km daleč in so debeli do 3 m na območju, ki ga zdaj zaseda Neapelj [15].
- Vulkan je nato stopil v fazo pogostejših, a manj silovitih izbruhov, vse do zadnjega plinijskega izbruha, ki je uničil Pompeje in Herkulanej.
- Zadnji od njih je bil morda leta 217 pr. n. št. V tem letu je bilo v Italiji več potresov in poročali so, da je sonce potemnelo zaradi sive ali suhe megle. Plutarh je pisal o požaru do neba v bližini Neaplja, Silij Italik pa je v svoji epski pesnitvi Punica omenil, da je Vezuv v tistem letu bruhal in ustvaril plamene, vredne Etne, čeprav sta oba avtorja pisala približno 250 let pozneje. Vzorci jedra grenlandskega ledu iz tega obdobja kažejo relativno visoko kislost, za katero se domneva, da jo je povzročil atmosferski vodikov sulfid.[16]

Vulkan je bil takrat tih (295 let, če je datum zadnjega izbruha 217 pred našim štetjem resničen) in so ga rimski pisci opisali kot pokritega z vrtovi in vinogradi, razen na vrhu, ki je bil skalnat. Vulkan je imel morda samo en vrh v tistem času, sodeč po stenski sliki Bakh in Vezuv, ki so jo našli v pompejski hiši Casa del Centenario.
V številnih ohranjenih delih, napisanih v 200 letih pred izbruhom leta 79, je opisano, da je gora imela vulkansko naravo, čeprav je Plinij starejši v svoji Naturalis Historia ni tako upodobil:
- Grški zgodovinar Strabon (približno 63 pr. n. št. do 24 n. št.) je v knjigi V, poglavje 4 svoje Geographice [32], opisal goro kot pretežno raven, neploden vrh, prekrit s čadastimi, pepelnatimi skalami in predlagal, da bi lahko nekoč imeli "kraterje ognja". Prav tako je dovzetno predlagal, da je rodovitnost okoliških pobočij lahko posledica vulkanske aktivnosti, kot na gori Etna.
- Arhitekt Vitruvij (c.a. 80–70 pr. n. št. -?) je v knjigi De architectura [18] poročal, da so požari nekoč obilno obstajali pod vrhom in da se je na okoliška polja širila ogenj. Nadaljeval je z opisovanjem pompejskega plovca, ki je nastal iz druge vrste kamna.
- Diodor Sicilskig (približno 90 - približno 30 pr. n. št.) je v knjigi IV svoje Bibliotheca Historica zapisal, da se je kampanjska planota imenovala ognjena (flegreanska) zaradi vrha Vezuv, ki je bruhal ogenj kot Etna in kazal znake ognja, ki je zagorel v starodavni zgodovini.[19]

### Izbruh leta 79
Leta 79 je Vezuv izbruhnil v enem najbolj katastrofalnih in znamenitih izbruhov vseh časov. Zgodovinarji so o izbruhu izvedeli od priče očividca Plinija mlajšega, rimskega upravitelja in pesnika, ki je izbruh datiral na 24. avgust, vendar novi dokazi kažejo, da bi se lahko ta izbruh zgodil 24. oktobra.

### Kasnejši izbruhi
Od leta 79 je vulkan že večkrat izbruhnil: leta 172, 203, 222, morda v 303, 379, 472, 512, 536, 685, 787, okoli 860, okoli 900, 968, 991, 999, 1006, 1037, 1049, okoli 1073, 1139, 1150, v letih 1270, 1347 in 1500 pa je morda prišlo do izbruhov. Vulkan je spet bruhal leta 1631, šestkrat v 18. stoletju (vključno leta 1779 in 1794), osemkrat v 19. stoletju (zlasti leta 1872) ter v letih 1906, 1929 in 1944. Izbruhov ni bilo od leta 1944 in noben po letu 79 ni bil tako velik ali uničujoč kot pompejski.
Izbruhi se močno razlikujejo po resnosti, vendar so za njih značilna eksplozivnost, ki so jo poimenovali plinijski izbruh po Pliniju mlajšem, rimskem piscu, ki je objavil podroben opis izbruha leta 79, vključno s smrtjo svojega strica. Občasno so bili izbruhi Vezuva tako veliki, da je celotno južno Evropo ogrnil pepel; leta 472 in 1631 je pepel padel na Konstantinopel (sodobni Carigrad), oddaljen več kot 1200 kilometrov. Nekajkrat od leta 1944 so plazovi v kraterju dvignili oblake prahu, kar je sprožilo lažne alarme o izbruhu

## Narodni park
Območje okoli Vezuva je bilo 5. junija 1995 uradno razglašeno za narodni park. Vrh Vezuva je odprt za obiskovalce in obstaja majhna mreža poti okoli vulkana, ki jih vzdržuje uprava parka. Dostop je po cesti do višine 200 metrov (merjeno navpično) pod vrhom, naprej je dostop le peš. S ceste proti kraterju je okoli vulkana speljana spiralna pot.

## "Funiculì, Funiculà"
Prva tirna vzpenjača na Vezuv je bila odprta leta 1880. Kasneje je bila uničena zaradi izbruha marca 1944. Funiculì, Funiculà, znana popevka v neapeljskem narečju na besedilo novinarja Peppina Turca, ki jo je uglasbil skladatelj Luigi Denza, spominja na to odprtje.

## Galerija
- Zemljevid iz leta 1888
- Vezuv, Johann Christian Clausen Dahl (1788-1856)
- Okolica Vezuva je gosto poseljena